# 尤城市镇
尤城市镇（瑞典語：Hjo kommun）是瑞典西部西约塔兰省的一个市镇。其治所位于尤城。